# 武ガ浜
武ガ浜（たけがはま）は静岡県下田市の地名。

## 地理
下田市中央部を流れる稲生沢川河口の東側に位置する。小規模な商店や住宅が広がっている。

### 河川
- 稲生沢川

## 歴史
1643年に2代目下田奉行の今村伝四郎正長が、武ガ浜にて自俸を投じて浪除堤の工事を行い、2年後の1645年に完成。現在もその姿を確認することができる。

## 世帯数と人口
2017年（平成29年）4月1日現在の世帯数と人口は以下の通りである。
| 大字   | 世帯数  | 人口  |
| ------ | ------- | ----- |
| 武ガ浜 | 109世帯 | 195人 |

## 小・中学校の学区
市立小・中学校に通う場合、学区は以下の通りとなる。
| 番・番地等 | 小学校             | 中学校             |
| ---------- | ------------------ | ------------------ |
| 全域       | 下田市立下田小学校 | 下田市立下田中学校 |

## その他

### 日本郵便
- 郵便番号 : 415-0015[2]（集配局：下田郵便局[5]）。

### 警察
町内の警察の管轄区域は以下の通りである。
| 番・番地等 | 警察署     | 交番・駐在所 |
| ---------- | ---------- | ------------ |
| 全域       | 下田警察署 | 中央交番     |